# Radmila
Radmila ist ein weiblicher Vorname. Er kommt vor allem in aus Jugoslawien hervorgegangenen Staaten sowie in Tschechien vor. Die männliche Form des Namens ist Radmilo bzw. Radomil.
Weitere anzutreffende Varianten sind Radomila (in Tschechien) sowie Radomiła (in Polen);  das Diminutiv des tschechischen Vornamens ist Radka.

## Bekannte Namensträgerinnen
- Radmila Manojlović (* 1985), serbische Folk-Sängerin
- Radmila Petrović (* 1988), montenegrinische Handballspielerin
- Radmila Šekerinska (* 1972), mazedonische Politikerin